# Hällbacken

Hällbacken är en stadsdel i Luleå, belägen norr om centrum. Området är sedan 2015 av SCB klassat som en del av tätorten Hällbacken och Sinksundet.
Bostäderna i stadsdelen är under uppbyggnad i etapper sedan 2010-talet.
Hällbäcken har en förskola, sporthall och gym.  
Området trafikeras av  Länstrafiken Norrbottens busslinjer 223 och 229.  